# Astasiella
Astasiella, secondo una classificazione filogenetica (F. Stein, 1878) è un genere del supergruppo Excavata appartentente alla famiglia Astasiaceae.

Questo genere fu descritto per la prima volta da Skvortzov nel 1957 ed è stato ritrovato per la prima volta nelle acque interne della Manciuria, Cina.

## Caratteristiche
Gli Astasiella vivono esclusivamente in acqua dolce, sono molto rari e sono stati ritrovati in Manciuria, Italia e Ungheria.
Una di queste specie, Astasiella parva, è stata ritrovata nei pressi di Roma, come parassita di uova di copepodi, una sottoclasse del subphylum dei Crostacei.
Tassonomicamente, attualmente ci sono 2 nomi di specie accettati. In sinonimia, c'è 1 nome di specie. In alcuni casi, le opinioni sulla validità tassonomica differiscono da autore ad autore.
Sono organismi probabilmente fagotrofici e parassiti.

## Classificazioni alternative
Una classificazione ormai non più accettata (Cavalier-Smith) inserisce questo genere nella famiglia delle Astasiidae, sottordine Rhabdomonadina, ordine Natomonadida, sottoclasse Anisonemia, classe Peranemea, superclasse Spirocuta, infraphylum Dipilida, infraphylum Dipilida, subphylum Euglenida, phylum Euglenozoa, sottoregno Eozoa, Regno Protozoa, finché non si è scoperto che tali gruppi sono parafiletici.
Una seconda classificazione (Michajlow, 1965) non inserisce tale genere nemmeno negli Euglenida, inserendolo nella famiglia Parastasiellidae, incertae sedis del dominio degli Eukaryota.

## Suddivisioni
Il genere Astasiella contiene 3 specie finora riconosciute:
- Astasiella parva
- Astasiella ovorum
- Astasiella peranemiformis